# انتف السابع
الملك انتف السابع والاسم الملكى نب خبر رع أحد ملوك الأسرة السابعة عشر في عصر الانتقال الثاني، وكان حاكما في فترة أحتلال الهكسوس لمصر وكان يحكم من مدينة طيبة، وقد خلف أخاه الملك انتف السادس في الحكم، وهو ابن الملك سوبك ام ساف الأول.
وقد قام الملك انتف السابع بإعادة بناء العديد من المعابد التي قد تهدمت مثل معبد قفط وبعض المبانى في العرابة.
وقد اكتشف مقبرته في جبانة ذراع أبو النجا في الطرف الشمالي من الجبانة، وجاء في بردية أبوت والموجودة حاليا في المتحف البريطاني في لندن، عن قبره انه نحت على شكل هرم صغير بطول 13 متر، وقد وجد أوجست ماريت مسلتين كانتا قائمتين أمام الهرم طول الأولى 3.50 متر والثانية 3.70 متر.

## أكتشاف المقبرة
لقد أعيد أكتشاف مقبرة الملك انتف السابع بواسطة بعثة المركز الألماني للآثار المصرية يشاركها عدد من العلماء المصريين والتي كانت تقوم بالتنقيب في منطقة ذراع أبو النجا تحت إدارة عالم الآثار د. دانيل بولتز حيث أستطاعت هذه البعثة العثور على بقايا هرم الملك انتف السابع في 29 مايو عام 2001م.
وقد أستدلت البعثة الأثرية على وجود هرم انتف السابع في منطقة ذراع أبو النجا عن طريق بردية أبوت لكن العديد من الصعاب المتمثلة في التحديد الدقيق لمكانه إضافة إلى كبر حجم الردم، جعل من مهمة البعثة في غاية الصعوبة.
وفي مقابلة هاتفية مع بولتز قال:«نستطيع الآن أن نجزم بوجود اهرامات حقيقية استخدمت كمقابر لدفن ملوك الأسرة السابعة عشرة، حيث أن منطقة ذراع أبو النجا هي منطقة كانت مقدسة أثناء الأسرة الثالثة عشرة، لكن وجود هرم الملك» نب خبر رع انتف«يؤكد استمرار قدسيتها حتي نهاية عصر الأسرة السابعة عشرة».